# Stefanpol (rejon miorski)
Stefanpol – dawna kolonia. Tereny, na których leżała, znajdują się obecnie na Białorusi, w obwodzie witebskim, w rejonie miorskim, w sielsowiecie Mikołajewo.

## Historia
W czasach zaborów folwark w gminie Stefanpol, w powiecie dzisieńskim, w guberni wileńskiej Imperium Rosyjskiego. Pod koniec XIX wieku należał do dóbr Stefanpol, własność Wasieńki, wcześniej Kamińskich.
W latach 1921–1945 kolonia leżała w Polsce, w województwie wileńskim, w powiecie dziśnieńskim, w gminie Stefanpol, a od 1926 roku w gminie Mikołajów.
Według Powszechnego Spisu Ludności z 1921 roku zamieszkiwały tu 237 osoby, 10 było wyznania rzymskokatolickiego, 227 prawosławnego. Jednocześnie 5 mieszkańców zadeklarowało polską, 232 białoruską przynależność narodową. Było tu 36 budynków mieszkalnych. W 1931 w 56 domach zamieszkiwało 369 osób.
Wierni należeli do parafii rzymskokatolickiej w Dziśnie i miejscowej prawosławnej. Miejscowość podlegała pod Sąd Grodzki w Dziśnie i Okręgowy w Wilnie; mieścił się tu urząd pocztowy który obsługiwał znaczną część gminy.
Po miejscowości pozostał cmentarz.